# Jens Beckmann (Flottillenadmiral)
Jens Beckmann (* 19. August 1961 in Hamburg) ist ein Flottillenadmiral der Marine der Bundeswehr und seit April 2021 Leiter Arbeitsbereich Militärpolitik bei der Ständigen Vertretung der Bundesrepublik Deutschland bei der Europäischen Union in Brüssel, Belgien.

## Militärische Laufbahn

### Ausbildung und erste Verwendungen
Beckmann trat am 1. Juli 1980 in die Bundeswehr ein. Als Angehöriger der Crew VII/80 wurde er als Offizieranwärter in der Offizierausbildung zum Offizier des Truppendienstes der Marine an der Marineschule Mürwik in Flensburg ausgebildet. An der Universität der Bundeswehr Hamburg studierte er von 1981 bis 1984 Wirtschafts- und Organisationswissenschaften. Von 1989 bis 1991 war er Kommandant des Minenjagdbootes Lindau, dem Typschiff der Lindau-Klasse, von 1992 bis 1993 Operationsoffizier auf dem Zerstörer Hamburg und von 1993 bis 1995 Navigations- und Operationsoffizier auf der Fregatte Emden. Beckmann nahm von 1995 bis 1997 am 37. Admiralstabslehrgang an der Führungsakademie der Bundeswehr in Hamburg teil, wo er zum Offizier im Generalstabsdienst ausgebildet wurde. Anschließend besuchte er bis 1998 auch die Admiralstabsausbildung am Collège Interarmées de Défense in Paris, Frankreich.

### Dienst als Stabsoffizier
Beckmann war von 1998 bis 2000 Adjutant des Inspekteurs der Marine, Hans Lüssow, bevor er Kommandant der Fregatte Niedersachsen wurde. Von 2003 bis 2005 war er im Dezernat I im Stab des Deutschen Militärischen Vertreters im Militärausschuss der NATO und der Europäischen Union (EU) und von 2005 bis 2007 Referent für transatlantische Beziehungen im Planungsstab des Bundesministeriums der Verteidigung. Es folgte von 2007 bis 2009 eine Verwendung als Kommandeur des 4. Fregattengeschwaders und von 2009 bis 20012 als Abteilungsleiter Weiterentwicklung der Marine im Marineamt. 2012 wurde Beckmann Executive Officer in der Operationsdivision und 2014 Referatsleiter Operationsplanung des Internationalen Militärstabs im NATO-Hauptquartier. 2017 wechselte er erneut ins Bundesministerium der Verteidigung als Referatsleiter Pol I 2.

### Dienst als Admiral
2020 wurde Beckmann Dezernatsleiter 5 (EU) im Stab des Deutschen Militärischen Vertreters bei der NATO und der EU. Seit 2021 ist Beckmann Leiter Arbeitsbereich Militärpolitik bei der Ständigen Vertretung der Bundesrepublik Deutschland bei der Europäischen Union in Brüssel, Belgien.

## Privates
Beckmann ist verheiratet und hat eine Tochter.